# Stauf (Eisenberg)
Stauf ist ein Stadtteil von Eisenberg (Pfalz) im Donnersbergkreis und innerhalb dieser als Ortsbezirk ausgewiesen. Bis 1962 war er eine selbständige Gemeinde.

## Geographische Lage
Stauf liegt auf einem Höhenrücken des Stumpfwald, der Teil des Unteren Pfälzerwaldes ist, etwa 200 Meter oberhalb des Eisbachtals. In seinem Bereich erheben sich der 366 m hohe Kühberg und der 327,1 m hohe Schloßberg. Weiter westlich erstreckt sich der 384,1 m hohe Klauserkopf. Nachbarorte sind Ramsen im Süden, Kerzenheim im Norden und der Stadtkern von Eisenberg (Pfalz) im Osten.

## Geschichte
Die Geschichte von Stauf ist eng mit der dort liegenden Burg Stauf verbunden. Diese Burg wurde erstmals um das Jahr 1012 urkundlich erwähnt, die Errichtung wird auf das zehnte Jahrhundert geschätzt. Im Mittelalter war die Burg Stauf Sitz der Herrschaft Stauf, die zahlreiche Orte in der Umgebung sowie am Rhein besaß. Die Herrschaft Stauf fiel im 14. Jahrhundert in nassauischen Besitz und wurde Teil der Herrschaft Kirchheim und Stauf. Die Burg wurde im Bauernkrieg zerstört und danach als Steinbruch genutzt, heute sind ausschließlich Ruinen der Burg erhalten.
Von 1798 bis 1814, als die Pfalz Teil der Französischen Republik (bis 1804) und anschließend Teil des Napoleonischen Kaiserreichs war, war Stauff – so die damalige Schreibweise – in den Kanton Göllheim eingegliedert und unterstand der Mairie Ramsen. 1815 hatte der Ort insgesamt 175 Einwohner. Im selben Jahr wurde er Österreich zugeschlagen. Bereits ein Jahr später wechselte der Ort wie die gesamte Pfalz in das Königreich Bayern. Von 1818 bis 1862 gehörte Stauf dem Landkommissariat Kirchheim – später Kirchhheimbolanden an; aus diesem ging das Bezirksamt Kirchhheimbolanden  hervor.
Ab 1939 war der Ort Bestandteil des Landkreises Kirchheimbolanden. Nach dem Zweiten Weltkrieg wurde Stauf innerhalb der französischen Besatzungszone Teil des damals neu gebildeten Landes Rheinland-Pfalz.
Im Jahr 1957 errichtete die Evangelische Kirche der Pfalz im Bereich der Vorburg ein Kinder-Erholungsheim, das in der Zeit der Wende zusätzlich als Notunterkunft für Aussiedler aus der Sowjetunion diente. Danach stand das Gebäude jahrelang leer, bis es im Jahr 2015 verkauft werden konnte. Käufer sind zum einen eine neu gegründete Wohnungsgenossenschaft, die hier ein Mehrgenerationenhaus betreibt, und zum anderen ein Hotelbetreiber. In der Talstraße unterhält die Evangelische Heimstiftung Pfalz mit dem Evangelischen Kinder- und Jugendheim Stauf 55 vollstationäre Plätze zur Hilfe zur Erziehung für Kinder und Jugendliche sowie zehn ambulante Plätze für Heranwachsende und ein Mutter-Kind-Heim bereit. In Stauf selbst sind 20 Kinder beziehungsweise Jugendliche untergebracht. Die anderen 35 Plätze werden in Außenwohngruppen in Dreisen, Westhofen, Rodenbach und der Eisenberger Kernstadt bereitgestellt.
Stauf blieb eine selbständige Gemeinde, bis es zum 1. April 1962 in das benachbarte Eisenberg eingemeindet wurde. Zum Zeitpunkt der letzten Volkszählung vor dem Verlust der Selbständigkeit, die am 6. Juni 1961 stattgefunden hatte, zählte Stauf 286 Einwohner auf 5,37 Quadratkilometer Katasterfläche.

## Politik
Stauf ist als Ortsbezirk ausgewiesen und besitzt einen Ortsbeirat und einen Ortsvorsteher.

### Ortsbeirat
Der Ortsbeirat besteht aus fünf Ortsbeiratsmitgliedern. Bei der Kommunalwahl am 9. Juni 2024 wurden die Beiratsmitglieder in einer personalisierten Verhältniswahl gewählt. Die Sitzverteilung im gewählten Ortsbeirat:
| Wahl | SPD | CDU | FWG | WLL | Gesamt  |
| ---- | --- | --- | --- | --- | ------- |
| 2024 | –   | –   | 4   | 1   | 5 Sitze |
| 2019 | 1   | 2   | 2   | –   | 5 Sitze |
| 2014 | 1   | 3   | 1   | –   | 5 Sitze |

- FWG = Freie Wählergruppe der Verbandsgemeinde Eisenberg (Pfalz) e. V.
- WLL = Wählerliste Liebrecht

### Ortsvorsteher
Michael Mang-Barth (FWG) wurde am 3. September 2024 Ortsvorsteher von Stauf. Bei der Direktwahl am 9. Juni 2024 war er mit einem Stimmenanteil von 77,9 % ohne Gegenkandidat gewählt worden.
Mang-Barths Vorgänger Georg Grünewald (CDU) hatte das Amt 15 Jahre inne, kandidierte bei der Wahl 2024 aber nicht erneut.

## Wappen
| Wappen von Stauf | Blasonierung: „Von Silber und Blau gespalten, vorn über einer anstoßenden roten Zinnenmauer eine rote Rose, hinten ein goldener rotbewehrter Löwe im goldgeschindelten Feld.“ |
| Wappen von Stauf | Wappenbegründung: Die Burg Stauf ist die älteste bezeugte Burg der Pfalz. Als altes Eigentum der Trierer Bischöfe, war sie vermutlich als Lehen in salischem Besitz. Spätestens seit 1219 ist die Burg in den Händen der Grafen von Eberstein, die die rote Rose im silbernen Schild führten. Eberhard II. von Eberstein residierte auf Stauf und gründete nach Ramsen auch Rosenthal als ebersteinisches Familienkloster. Über die Grafen von Zweibrücken und die Grafen von Sponheim gelangten Burg und Herrschaft Stauf 1394 an die Grafschaft Nassau. Das Dorf Stauf wird zwar schon 1278 erwähnt, ist dann aber abgegangen. Ein neues Dorf hat sich erst im 18. Jahrhundert aus einem Hofgut entwickelt. Es blieb unter der Nassauischen Herrschaft Kirchheim bis zur Französischen Revolution. Das von Helmut von Jan entworfene Gemeindewappen hält mit der Burgmauer, der Ebersteiner Rose und dem Nassauer Löwen das Wichtigste aus der großen Vergangenheit der Herrschaft und des Ortes fest. Das Wappen wurde von Helmut von Jan entworfen und am 5. Februar 1959 vom Ministerium des Innern des Landes Rheinland-Pfalz in Mainz genehmigt. |

## Kultur
Die Burg Stauf ist als Denkmalzone ausgewiesen und das einzige Kulturdenkmal innerhalb des Ortes. Zudem befindet sich vor Ort ein Glockenturm. Auf der Waldgemarkung liegt außerdem das vom NS-Politiker Josef Bürckel errichtete Jagdhaus Lassmichinruh. Stauf liegt im Naturpark Pfälzerwald, der wiederum zum Biosphärenreservat Pfälzerwald-Vosges du Nord gehört.

## Wirtschaft und Infrastruktur

### Wirtschaft
Im Mittelalter war der Ort am Stumpfwald berechtigt. 1961 waren 17,8 Prozent der Bevölkerung in der Forst- und Landwirtschaft tätig.

### Verkehr
Stauf ist über die als Stichstraße fungierende Kreisstraße 75 mit Eisenberg verbunden. Über eine Weiterführung der Straße talabwärts ist der Ort ebenso mit Ramsen verbunden. Die Landesstraße 396 durchquert den Westen der Gemarkung ohne dabei das Siedlungsgebiet zu berühren.

### Tourismus
Neben dem Heim ist mittlerweile der Tourismus eine wichtige Einnahmequelle in Stauf. Mitten durch den Ort verlaufen der mit einem blauen Balken markierte Fernwanderweg Staudernheim–Soultz-sous-Forêts und an einem mit einem blau-roten Balken markierten Weg, der eine Verbindung Kirchheimbolanden und Pirmasens herstellt. Nordwestlich des Siedlungsgebietes führt für ein kurzes Stück der Fernwanderweg Saar-Rhein-Main über die Ortsgemarkung.

## Persönlichkeiten
- Max Kirschbaum (* 1986). Leichtathlet, wuchs vor Ort auf